# Belokomiti
Belokomiti  este un oraș în Grecia în prefectura Karditsa.